# Luna (Isabela)
Luna (Filipino: Bayan ng Luna) ist eine philippinische Stadtgemeinde in der Provinz Isabela, Verwaltungsregion II, Cagayan Valley. Sie hat 19.326 Einwohner (Zensus 1. August 2015), die in 19 Barangays lebten. Sie wird als Gemeinde der fünften Einkommensklasse auf den Philippinen und als teilweise urbanisiert eingestuft.  
Luna liegt im Zentrum der Provinz. Die Gemeinde liegt am Fuß des Gebirgsmassives der Cordillera Central im Westen und der Sierra Madre im Osten, im Tal des Cagayan- und Magat-Rivers. Sie liegt 371 km nördlich von Manila und ist über den Marhalika Highway erreichbar. Der nächste Flughafen liegt in Cauayan City, dieser wird von der Fluglinie Cebu Pacific viermal die Woche angeflogen. Ihre Nachbargemeinden sind Burgos im Norden, Reina Mercedes im Osten, Cauayan City im Süden, Aurora und Cabatuan im Westen.

## Baranggays
| - Bustamante - Centro 1 - Centro 2 - Centro 3 - Concepcion - Dadap - Harana - Lalog 1 - Lalog 2 - Luyao | - Macañao - Macugay - Mambabanga - Pulay - Puroc - San Isidro - San Miguel - Santo Domingo - Union Kalinga |